# منتخب ألمانيا الشرقية الأولمبي لكرة القدم
منتخب ألمانيا الشرقية الأولمبي لكرة القدم  هو ممثل ألمانيا الشرقية الرسمي في المنافسات الدولية في كرة القدم في فئة كرة قدم تحت 23 سنة للرجال
، يديريه اتحاد ألمانيا الشرقية لكرة القدم.